# 嘉兴一中实验经开学校
嘉兴一中实验经开学校是一所位于嘉兴市姚家荡附近的民办学校。拥有小学和初中。

## 历史
2016年，嘉兴经济技术开发区和浙江晟欣教育投资有限公司筹建嘉兴一中实验经开学校。2017年6月30日，正式开工建设。2018年9月投入使用。